# Lamberto Leoni
Lamberto Leoni, född 24 maj 1953 i Argenta, är en italiensk racerförare.

## Racingkarriär
Leoni vann formel 2-loppet på Autodromo di Santamonica i Misano Adriatico för Trivellato Racing i en Chevron-Ferrari 1977. 
Han fick sedan chansen att köra i formel 1 för Surtees i hemmaloppet i Italien 1977, men han kvalificerade sig inte. Säsongen efter deltog Leoni i fyra race för Ensign, men utan framgång. 
Leoni grundade och drev formel 3000-stallet First Racing 1987-1991.

## F1-karriär
| Säsong | Stall/Tillverkare | Poäng | Placering |
| ------ | ----------------- | ----- | --------- |
| 1977   | Surtees-Ford      | 0     | –         |
| 1978   | Ensign-Ford       | 0     | –         |